# Paul Niemann
Paul Niemann (* 11. Oktober 1990 in Potsdam) ist ein deutscher Filmschauspieler, der als Jugend- und Kinderdarsteller aktiv war.
Niemann spielte von Ende November 2004 bis Ende Juni 2007 die Hauptrolle des Lukas Düber in der Kinder- und Jugendserie Schloss Einstein in 91 Folgen. Er war des Weiteren als Komparse in der Fernsehserie Meine schönsten Jahre zu sehen.
Er zog sich nach dieser Zeit von der Schauspielerei zurück.